# Harpacticella lacustris
Harpacticella lacustris is een eenoogkreeftjessoort uit de familie van de Harpacticidae. De wetenschappelijke naam van de soort is voor het eerst geldig gepubliceerd in 1924 door Sewell.